# مقاطعة سنقر
مقاطعة سنقر (بالفارسية: شهرستان سنقر) هي إحدى مقاطعات محافظة كرمانشاه في إيران. كان عدد سكان المقاطعة سنة 2006 حوالي 95,904 نسمة.